# Wyżni Siwy Stawek
Wyżni Siwy Stawek je malé jezírko ve skupině Siwych Stawků v Kościeliské dolině v Západních Tatrách v Polsku. Je menším a výše položeným z obou jezírek. Má rozlohu 0,0370 ha a je 29 m dlouhé a 20 m široké. Dosahuje maximální hloubky 1,0 m. Leží v nadmořské výšce 1718 m.

## Okolí
Nachází se na dně Siwe Kotlinky pod Siwou Przełęczí mezi ostrůvky kosodřeviny.Severovýchodně se ve vzdálenosti 30 m nachází Niżni Siwy Stawek.

## Vodní režim
Pleso nemá povrchový přítok a odtéká z něj krátký potůček do Niżneho Siweho Stawku. Náleží k povodí Dunajce.

## Přístup
Pleso je veřejnosti nepřístupné.